# Marcus Junius Silanus (consul in 109 v.Chr.)
Marcus Junius Silanus (fl. 2e eeuw v.Chr.) was een lid van de Junii Silani, een voorname Romeinse familie. Hij diende als consul in 109 v.Chr., ten tijde van de Romeinse Republiek.

## Biografie
Doordat er maar een beperkt aantal bronnen voorhanden is over de Romeinse Republiek in de tweede helft van de 2e eeuw v.Chr., zijn veel details over de carrière van Silanus onzeker. Er zijn echter verschillende theorieën over zijn vroege leven:
- Muntmeester: Mogelijk was hij een van de drie tresviri monetales (muntmeesters) in 145 v.Chr.
- Volkstribuun: Waarschijnlijk is hij dezelfde Marcus Junius D. f. die als volkstribuun in 124 of 123 v.Chr. een wet (lex Iunia) invoerde tegen corrupte Romeinse bestuurders. Deze wet was een voorloper van de lex Acilia repetundarum van Manius Acilius Glabrio (123 of 122 v.Chr.).
- Praetor in Spanje: Mogelijk was Silanus in 113 of 112 v.Chr. praetor in Spanje.

In 109 v.Chr. werd Silanus als eerste van de Junii Silani tot consul verkozen. Hij bekleedde dit ambt samen met Quintus Caecilius Metellus Numidicus. Terwijl Metellus Numidicus de oorlog tegen Jugurtha in Numidië voortzette, kreeg Silanus de opdracht om tegen de Cimbri te vechten. Om de macht van Rome te vergroten, schafte Silanus vrijstellingen van militaire dienst af. De Cimbri hadden waarschijnlijk gevraagd om een woonplaats op Romeins grondgebied, maar de Senaat had dit verzoek afgewezen. Vervolgens viel Silanus de Cimbri aan, maar hij werd verslagen op een onbekende locatie in Gallia Transalpina.
In 104 v.Chr. werd Silanus door de volkstribuun Gnaeus Domitius Ahenobarbus aangeklaagd voor zijn militaire falen, maar de oud-consul werd vrijgesproken.